# Robelmont
Robelmont (Gaumais: Roubiémont, Waals: Robiemont) is een dorp in de Belgische provincie Luxemburg en een deelgemeente van Meix-devant-Virton in het arrondissement Virton.

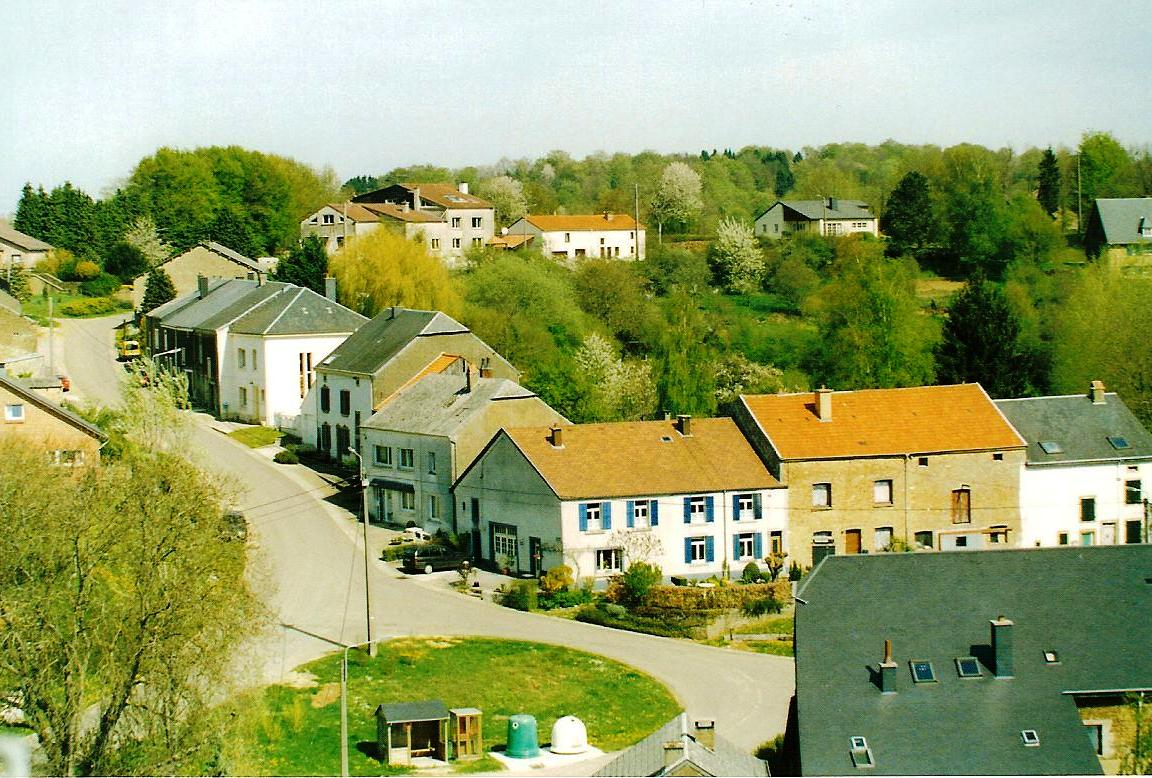
Robelmont

## Geschiedenis
Op het eind van het ancien régime werd Robelmont een gemeente. In 1823 werden bij grote gemeentelijke herindelingen in Luxemburg veel kleine gemeenten samengevoegd en de gemeenten Robelmont en Sommethonne werden bij Villers-la-Loue gevoegd.
In 1841 werd Robelmont echter weer afgesplitst als zelfstandige gemeente.
Bij de gemeentelijke herindeling van 1977 werd Robelmont een deelgemeente van Meix-devant-Virton.

## Demografische ontwikkeling
- Bronnen:NIS, Opm:1831 tot en met 1970=volkstellingen

## Bezienswaardigheden
- De Église Saint-Martin

## Trivia
De door Eugène Delporte ontdekte Planetoïde (1145) Robelmonte heeft zijn naam te danken aan Robelmont.
Deelgemeenten: Gérouville · Meix-devant-Virton · Robelmont · Sommethonne · Villers-la-Loue

Overige dorpen: Belle Vue · Berchiwé · Houdrigny · Limes

Belgische gemeenten · Arrondissement Virton · Luxemburg · Wallonië